# Gloria Grahame
Glòria Grahame (Los Angeles, 28 de novembre de 1923 - Nova York, Estats Units, 5 d'octubre de 1981) va ser una actriu estatunidenca de cinema, teatre i televisió.
Fou guardonada amb el premi Oscar el 1952 a la millor actriu secundària, per la seva participació a la pel·lícula Captius del mal (1952).

## Filmografia
- 1944: Blonde Fever: Sally Murfin
- 1945: Without Love: Flower Girl
- 1946: Que bonic és viure (It's a Wonderful Life): Violet Bick
- 1947: It Happened in Brooklyn: Infermera
- 1947: Foc creuat (Crossfire): Ginny Tremaine
- 1947: Song of the Thin Man: Fran Ledue Page
- 1947: Merton of the Movies: Beulah Baxter
- 1949: El secret d'una dona (A Woman's Secret): Susan Caldwell també anomenada Estrellita
- 1949: Sense miraments (Roughshod): Mary Wells
- 1950: In a Lonely Place: Laurel Gray
- 1952: L'espectacle més gran del món (The Greatest Show on Earth): Angel
- 1952: Macau: Margie
- 1952: Sudden fear: Irene Neves
- 1952: Captius del mal (The Bad and the Beautiful): Rosemary Bartlow
- 1953: The Glass Wall: Maggie Suthand
- 1953: Man on a Tightrope: Zama Cernik
- 1953: Els subornats (The Big Heat): Debby Marsh
- 1953: Prisoners of the Casbah: Princess Nadja
- 1954: The Good Die Young: Denise
- 1954: Desig humà (Human Desire): Vicki Buckley
- 1954: Naked Alibi: Marianna
- 1955: The Cobweb: Karen McIver
- 1955: No seràs un estrany (Not as a Stranger): Harriet Lang
- 1955: Oklahoma (Oklahoma!): Ado Annie Carnes
- 1956: The Man Who Never Was: Lucy Sherwood
- 1957: Ride Out for Revenge: Amy Porter
- 1959: Un demà arriscat (Odds Against Tomorrow): Helen
- 1966: Ride Beyond Vengeance: Bonnie Shelley
- 1971: Blood and Lace: Mrs. Deere
- 1971: Escape (TV): Evelyn Harrison
- 1971: The Todd Killings: Mrs. Roy
- 1971: Black Noon (TV): Bethia
- 1971: Chandler: Selma
- 1972: The Loners: Annabelle
- 1973: Tarot: Angela
- 1974: The Girl on the Late, Late Show (TV): Carolyn Porter
- 1974: Mama's Dirty Girls: Mama Love
- 1976: Rich Man, Poor Man (sèrie TV): Sue Prescott
- 1976: Mansion of the Doomed: Katherine
- 1977: Seventh Avenue (sèrie TV): Moll
- 1978: The Dancing Princesses (TV): Witch
- 1979: A Nightingale Sang in Berkeley Square: Ma Fox
- 1979: Head Over Heels: Clara
- 1980: Melvin and Howard: Mrs. Sisk
- 1980: The Merry Wives of Windsor (TV): Mistress Page
- 1981: The Nesting: Florinda Costello

## Premis i nominacions

### Premis
- Oscar a la millor actriu secundària el 1953 per a The Bad and the Beautiful.

### Nominacions
- Oscar a la millor actriu secundària el 1948 per a Crossfire.
- Globus d'Or a la millor actriu secundària el 1953 per a The Bad and the Beautiful